# Аллуайвбуд
Аллуайвське будівництво та ВТТ (Аллуайвбуд) — підрозділ, що діяв в структурі концтаборів ГУЛАГ.

Дислокація: Мурманська область, 90 км від ст. Пінозеро Кіровської залізниці.

## Історія
Аллуайвбуд був створений в лютому 1939 року для спорудження Ловозерського ГЗК (лопаритового рудника, фабрики, житлових селищ). Начальник — інженер Етель Л. Є. Налічував близько 2000 робітників, з яких 1700 — ув'язнені, переважно ті, що потрапили в полон під час радянсько-фінської війни і повернуті на батьківщину (1941). До 1941 були побудовані рудник з ручною відкаткою породи і експериментальна ф-ка (1940).
У квітні 1941 було прийнято постанову про буд-во фероніобієвого комб-ту, яке було передано з НКЦМ (кольорової металургії) у відання НКВС рішенням РНК від 21.04.41. Перший час зберігалося подвійне підпорядкування, трохи пізніше, після втручання А. П. Завенягіна, все керівництво зосереджено в НКВД, в Управлінні таборів з будівництва підприємств чорної металургії (УЛСПЧМ).
З початком війни люди були евакуйовані, обладнання вивезено. Наказ про закриття був 28.06.41, остаточне припинення робіт — кінець вересня 1941 р. З 1947 роботи відновилися (буд-во і геологорозвідка). В вересні 1951 комб-т був прийнятий в експлуатацію. У 1956 виробничі потужності були освоєні.